# Hamlet (Halvorsen)
Hamlet is een twee/drietal manuscripten van bladmuziek van de hand van de Noorse componist Johan Halvorsen. Het werk werd uitgevoerd tijdens uitvoeringen van Hamlet van William Shakespeare in het Nationaltheatret in Oslo.  Het kreeg aldaar een serie van een veertigtal voorstellingen vanaf 15 maart 1921. De in het Nationaltheatret gegeven toneelvoorstellingen gingen meestal vergezeld van muziek uitgekozen of gecomponeerd door muzikaal leider en dirigent van het theaterorkest Halvorsen. De Noorse componist schreef twee à drie stukjes muziek bij die voorstelling: een inleiding, muziek bij een scène en een begrafenismars. Na de uitvoeringen in 1921 werden de manuscripten opgeborgen in een map, die na het overlijden van Halvorsen terechtkwam bij de Staatsbibliotheek van Noorwegen.   